# Epsilon Carinae
Désignations
Epsilon Carinae (ε Car / ε Carinae), également nommée Avior, est une étoile binaire de la constellation de la Carène. Avec une magnitude apparente de +1,86, c'est une des étoiles les plus brillantes du ciel nocturne, mais elle n'est pas visible depuis l'hémisphère nord.

## Noms
Avior est le nom propre de l'étoile qui a été approuvé par l'Union astronomique internationale le 20 juillet 2016. Mais ce n'est pas un nom traditionnel. Il fut donné à l'étoile par Her Majesty's Nautical Almanac Office à la fin des années 1930 lors de la création du The Air Almanac, un almanach de navigation pour la Royal Air Force. Parmi les 57 étoiles incluses dans le nouvel almanach, deux n'avaient pas de nom traditionnel : epsilon Carinae et alpha Pavonis. La RAF insista pour que toutes les étoiles aient un nom, et de nouveaux noms furent inventés. Alpha Pavonis fut appelée Peacock (Paon), pour une raison évidente, tandis qu'Epsilon Carinae fut nommée Avior.

## Caractéristiques principales
Epsilon Carinae est une étoile binaire située à approximativement 610 années-lumière de la Terre. La composante primaire est une géante orange mourante de type spectral K0 III, et la secondaire est une naine bleue et chaude brûlant de l'hydrogène de type B2 V. Les étoiles s'éclipsent mutuellement de manière régulière, conduisant à des variations de luminosité de l'ordre de 0,1 magnitude.
Cette étoile fait partie de l'astérisme de la fausse Croix.